# Mariangelo Accursio
Pour les articles homonymes, voir Accurse.
Mariangelo Accursio ou Mariangeli Accursii  (en latin : Mariangelus Accursius, parfois francisé en Marie-Ange Accurse) (né en 1489 à L'Aquila, dans l'actuelle région des Abruzzes, et mort le 4 août 1546) est un écrivain italien du XVIe siècle, humaniste, philosophe, philologue et archéologue, considéré comme l'un des plus savants critiques de son époque.
Mariangelo Accursio vécut pendant trente-trois ans à la cour de Charles Quint, qui lui confia plusieurs missions importantes, et pour le service duquel il fit de nombreux voyages.
Mariangelo Accursio était l'un des plus grands humanistes et spécialistes de l'épigraphie latine et des antiquités classiques au XVIe siècle.

## Biographie
Né à L'Aquila, fils du chancelier de la commune, installé à Rome au moins à partir de 1513, il gravite autour de la Curie pontificale et participe aux cénacles humanistes romains et son intérêt se porte plus particulièrement vers la philologie et l'épigraphie.
Entré vers 1522 au service, comme précepteur et guide, de Johann Albrecht et Gumbert Hohenzollern, frères, de la famille des margraves de Brandebourg, il voyage à leur suite en Italie, Allemagne, Hongrie, Pologne, Lituanie, puis après un passage par Rome, en France, en Espagne, en Italie du Nord. Il a également suscité la protection d'Anton Fugger, célèbre banquier d'Augsbourg, collectant partout les inscriptions anciennes et publiant périodiquement le fruit de ses recherches.
Revenu à L'Aquila à partir de 1533, il s'y occupe des affaires municipales et accomplit pour la commune au moins sept missions diplomatiques à Rome, Naples, en Allemagne (1535-1545), poursuivant à chaque occasion ses enquêtes épigraphiques. Il meurt dans sa ville natale en 1546.
À une connaissance parfaite du grec et du latin, il ajouta une connaissance intime de plusieurs langues modernes. Dans la découverte et la compilation de manuscrits anciens, pour lesquelles ses voyages à l'étranger lui ont donné des occasions particulières, il a fait preuve d'une diligence peu commune.
D'après Gian Luca Gregori et Alessandro Papini, "Mariangelo Accursio a été le premier "épigraphiste" à souligner l'importance de respecter la division en lignes lors de la transcription des inscriptions et à comprendre la nécessité de comparer les textes connus par la tradition manuscrite avec les exemplaires originaux sur pierre. En outre, même si d'autres chercheurs (comme, par exemple, Andrea Alciato) ont sans doute fait un meilleur usage des documents épigraphiques pour l'étude de l'histoire classique, Accursio a étendu la recherche de textes épigraphiques à plusieurs régions encore largement inexplorées, comme l'Espagne et la Hongrie".
Dans ses Diatribæ in Ausonium, Rome, 1524, in-folio, il a corrigé une foule de passages corrompus d'auteurs anciens.

## Œuvres
Le premier ouvrage qu’il publia est une preuve de son érudition et de son talent dans ce genre de travail. Ce sont des observations : Diatribæ in Ausonium, Solinum et Ovidium, Rome, 1524, in-fol. Ces diatribes ont aussi été insérées, mais non pas en entier, quoique le titre le porte, dans l’édition d’Ausone, cum notis variorum, Amsterdam, 1671 in-8°.
On les trouve encore dans l’édition à l’usage du dauphin, donnée par Jean-Baptiste Souchay, Paris, 1730, in-8°.
On avait accusé Accursio de plagiat, en prétendant qu’il s’était approprié, dans ses diatribes sur Ausone, le travail de Fabrizio Varano, évêque de Camerino, mais cette accusation de plagiat ne fit pas l'unanimité et semble aujourd'hui réfutée.
En 1533, à Augsbourg, Accursio publia une nouvelle édition d’Ammien Marcellin, in-fol., plus complète que les précédentes ; il l’augmenta de cinq livres qui n’avaient pas été connus jusqu’alors, et corrigea dans les autres plus de 5,000 fautes ; c’est ce qu’il affirme dans le titre.
Il a aussi publié, dans la même année et dans la même ville, les Lettres de Cassiodore, et son Traité de l’Âme. Accursio est le premier à qui l’on doive le recueil complet des Lettres de cet auteur, et il assure, à la fin de la table, qu’il a corrigé 363 fautes dans le Traité de l’Âme. Il nous apprend encore, dans sa Diatribe sur Ausone, qu’il a aussi travaillé sur Claudien, et qu’à l’aide des manuscrits qu’il a trouvés dans ses voyages, il en a corrigé près de 700 passages. Malheureusement son travail n’a pas été publié.
Pour se distraire de ces travaux sérieux ; Accursio consacrait ses loisirs à la musique, à l’optique et à la poésie. Ses envieux lui reprochèrent de s’occuper de choses qu’ils regardent comme indignes d’un philosophe, ainsi qu’il le dit lui-même dans la dédicace de sa fable intitulé Testudo, où il s’adresse à deux princes de la maison de Brandebourg.
On peut observer un échantillon de son talent pour la poésie, dans son Protrepticon ad Corycium, poème qui renferme 87 vers, et qui se trouve dans un ouvrage intitulé Coryciana, imprimé à Rome, en 1521, in-4°. Ce Corycius était, selon La Monnoye, un Allemand nommé Goritz. Ce volume contient des poésies de plusieurs autres napolitains, tels que Giovanni Francesco Arisio, Antonio Telesio, etc. Il y avait, du temps d’Accursio, plusieurs écrivains latins qui se plaisaient à se servir des termes les plus surannés. Il s’en moqua d’une manière fort plaisante, dans un dialogue écrit avec beaucoup de sel et de gaieté. Cet ouvrage a paru en 1531, in-8°, sans indication du lieu d’impression. La Monnoye a présumé, avec raison, qu’il avait déjà été imprimé, puisqu’il est cité par Geoffroy Tory dans son Champ fleuri, qui a paru en 1529. Cet ouvrage ne porte pas le nom de son auteur, mais il se fait connaître dans la préface, qui est adressée à Pietra Santa. On trouve à la fin un autre petit ouvrage intitulé : Volusii Metiani J. C. antiqui Distributio. Item Vocabula ac Notæ partium in rebus pecuniariis, pondere, numero et mensura. Le dialogue a été réimprimé à Rome, en 1574, in-4°, avec le nom de l’auteur, sous ce titre : Osci et Volsci Dialogus ludis romanis actus, a Mariangelo Accursio. Une autre édition in-4° est sans nom d’auteur, ni date, ni lieu d’impression. La bibliothèque royale de Paris possède deux éditions du même ouvrage, qui sont parues l’une et l’autre à Cologne, en 1598.
On voit par la dédicace de la fable intitulée Testudo, qu’Accursio s’occupait aussi d’une Histoire de la maison de Brandebourg, qu’il rédigeait sur des mémoires qu’on lui avait fournis ; mais cet ouvrage s’est perdu avec plusieurs autres de ses écrits, après la mort de son fils Casimir. Niccolò Toppi, Biblioteca napolet., attribue à Accorso un ouvrage sur l’invention de l’imprimerie, intitulé : de typographicæ artis Inventore, ac de Libro primum omnium impresso, mais sans en faire connaître ni la date, ni le lieu de l’impression. C’est une erreur qui vient de ce qu’il a pris pour un ouvrage la courte notice qu’Accursio écrivit de sa main dans un Donat imprimé en 1450, dont Angelo Rocca fait mention dans sa Bibliotheca vaticana.